# 矢田一心斎
矢田 一心斎（やた いっしんさい、1827年 - 1906年6月20日）は日本の柔術家。

## 経歴
文政10年（1827年）に生まれる。初名は鉄之輔(鉄之助)、後好男。平正直とも称した。阿波国麻植郡川島町学島（現・徳島県吉野川市）の人。先祖は上桜城主篠原弾正の家臣矢田一徹である。
幼少より柔術を好み児島の粟飯原真吾に天神真楊流柔術を学ぶ。
嘉永5年（1852年）に修行に出て安房国で柳島信行に神楊心流を学ぶ。
後、浜松で柴新流を藤田銀八郎に学び工夫を加えて柴真揚流と称した。
蜂須賀氏に従い長州征伐に参加。廃藩置県後は徳島県等外三等出仕を命ぜられ、後学島村の村議を勤めた。